# Frontières de la Finlande

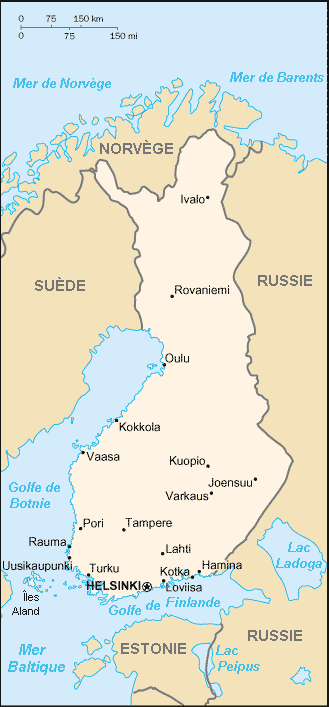
Carte de la Finlande et des pays frontaliers.

Cet article recense les frontières de la Finlande.

## Frontières terrestres et maritimes
La Finlande a des frontières terrestres et maritimes avec:
- la Norvège : voir frontière entre la Finlande et la Norvège ;
- la Suède : voir Frontière entre la Finlande et la Suède ;
- la Russie : voir Frontière entre la Finlande et la Russie.

Le tripoint entre la Finlande, la Norvège et la Suède est symbolisé par un monument nommé le cairn des Trois Royaumes.

## Frontières entièrement maritimes
La Finlande a des frontières uniquement maritimes avec :
- l'Estonie : voir Frontière entre l'Estonie et la Finlande.